# フローレンス・フラー

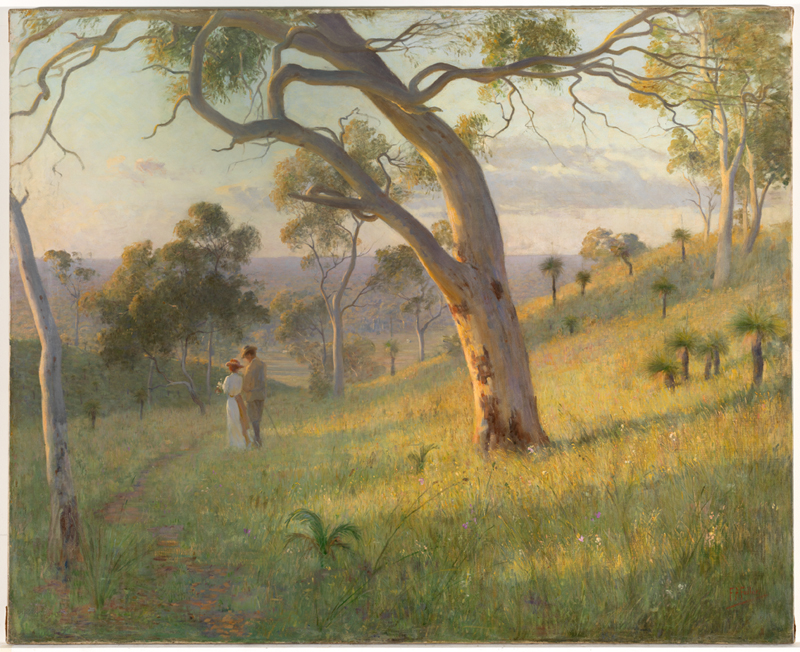
フローレンス・フラー「Golden Hour」、(1905)

フローレンス・フラー（Florence Ada Fuller、1867年 – 1946年7月17日）は南アフリカ生まれdで、オーストラリアで育った画家である。

## 略歴
現在の南アフリカ共和国の東ケープ州のポート・エリザベスで生まれた。姉(?)にはプロの歌手になったアミー(Amy Fuller)とクリスティ(Christie Fuller)がいる。1868年の9月に家族とオーストラリアのメルボルンに移った 。叔父で肖像画家のロバート・ドウリング(Robert Hawker Dowling: 1827–1886)から絵を学んだ後、メルボルンのビクトリア国立美術館(ナショナル・ギャラリー)付属の美術学校でジェーン・サザーランド(1853-1928)らに学んだ。20歳になったころ画家として働き始めた。1892年に、南アフリカに渡り有力者のセシル・ローズの注文で絵を描いた後、ヨーロッパに渡り、1899年にローズの肖像画を描くために南アフリカに滞在した他は1904年までヨーロッパで修行し、権威のあるパリの展覧会やロンドンの展覧会に出展を受理された。
1904年にオーストラリアに帰国し、パースに住むようになり、この頃後に代表作とされる「Golden Hour」のような作品を描くとともに、1905年に入会した神智学協会のメンバーとしての活動に熱心であった。神智学協会の運動指導者のチャールズ・W・レッドビーターの肖像画も描いている。1908年にインドやイギリスに滞在し、その後シドニーに住んだ。1920年にニューサウスウェールズ女性画家協会(Society of Women Painters in New South Wales)によって設立された工芸学校の最初の人物画の教師を務めた。
その後、健康を悪化させ、1927年、60歳のとき、グレーズビル精神病院に収容され、20年後の1946年に亡くなった。

フラーの作品は南オーストラリア美術館、ビクトリア国立美術館、オーストラリア国立美術館、西オーストラリア美術館などのオーストラリアの主要な美術館に収蔵されている。

## 作品

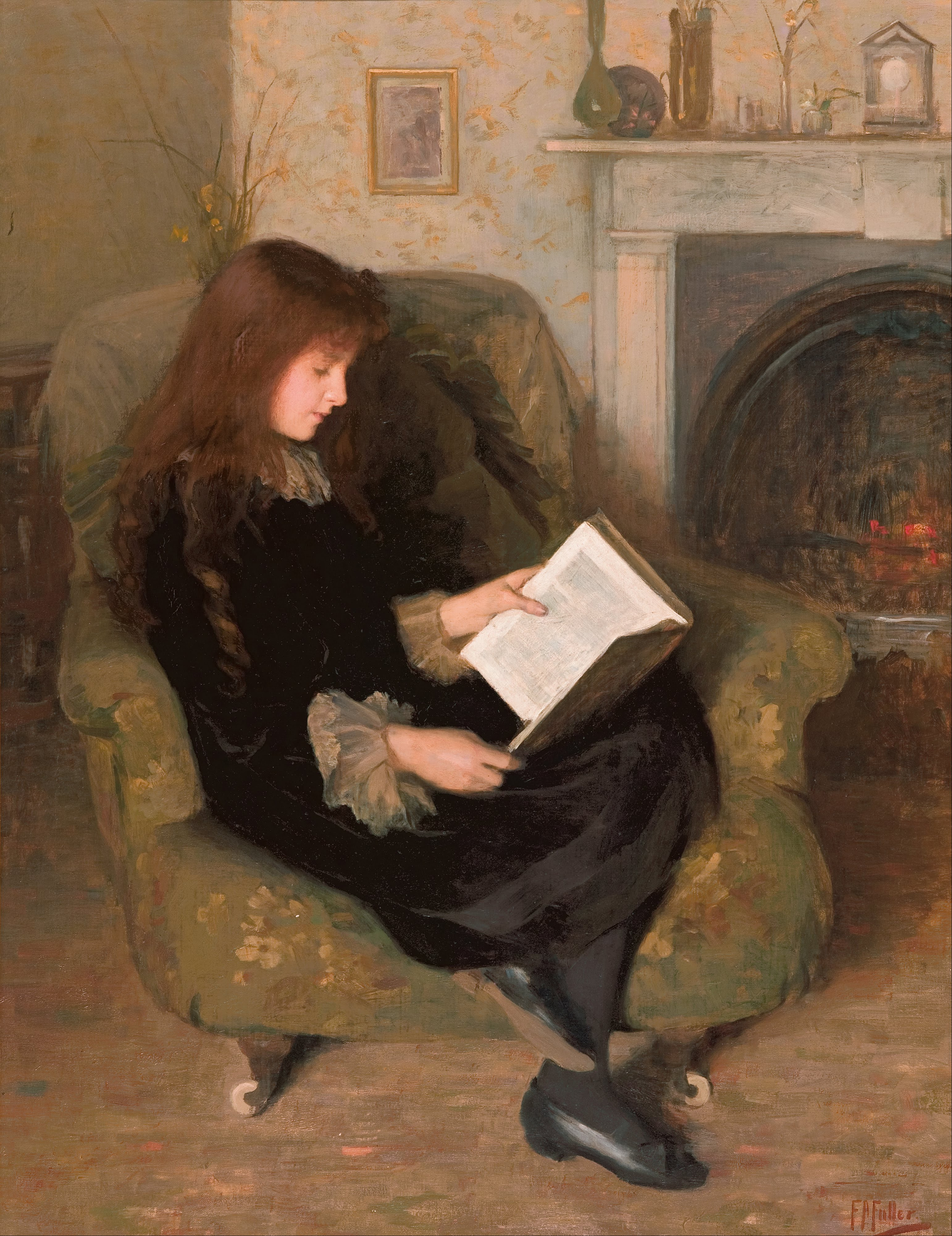
「止められない事」(c.1900) 南オーストラリア美術館蔵
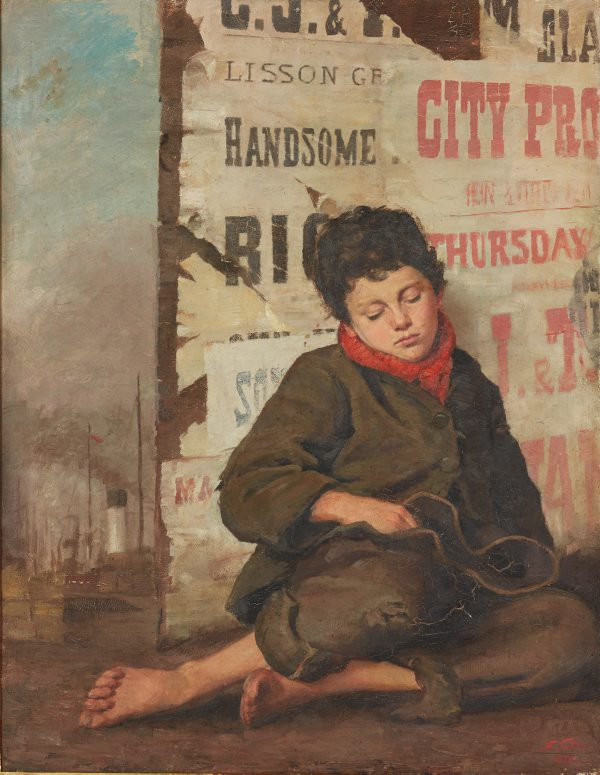
「疲労」(1888) ニューサウスウェールズ美術館蔵
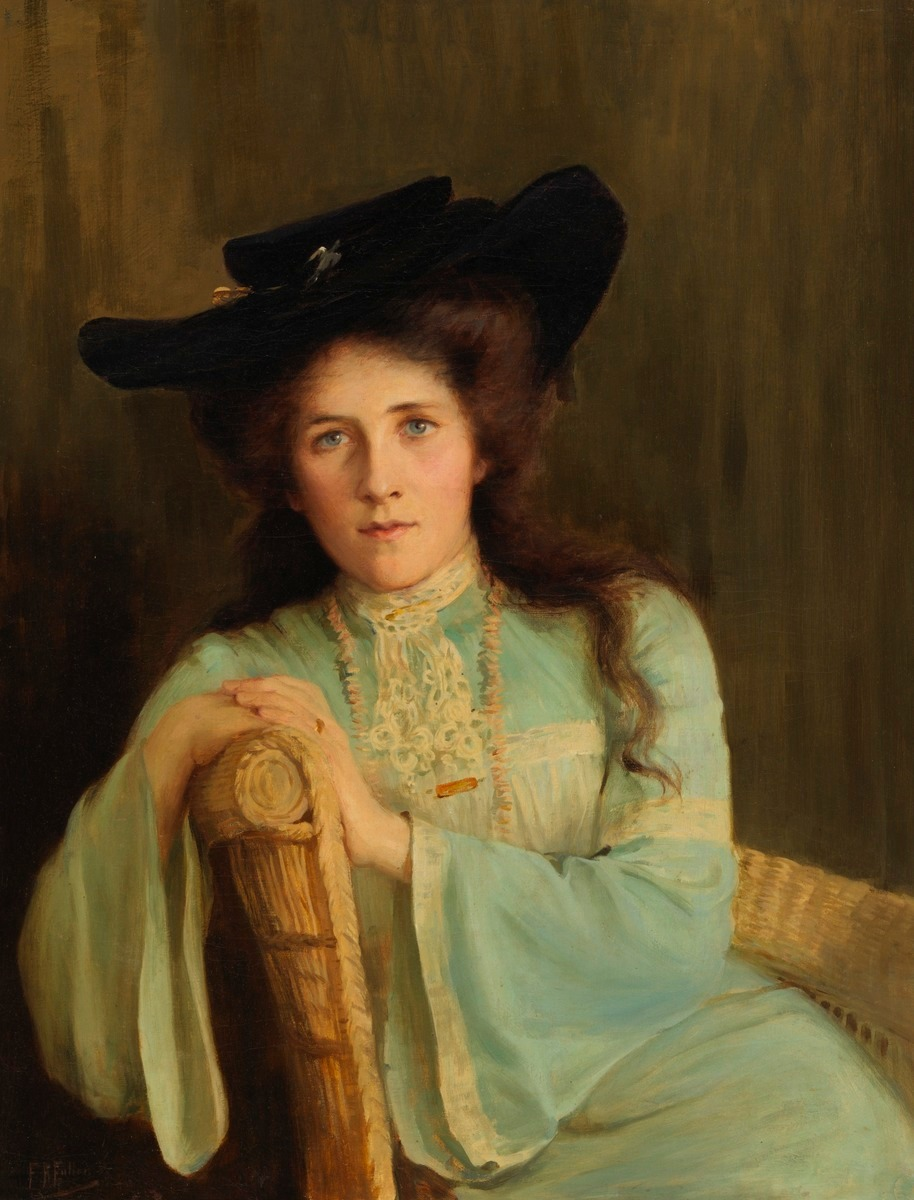
肖像画 (1908) National Portrait Gallery(Canberra,Australia)蔵
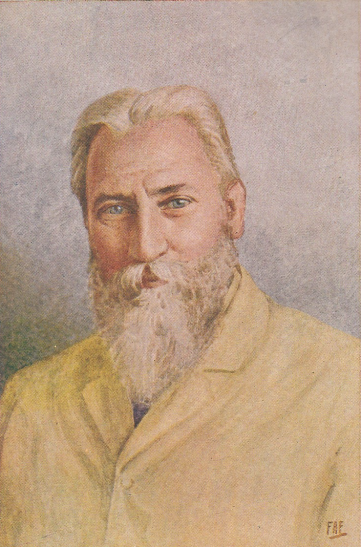
チャールズ・W・レッドビーターの肖像画(1911)